# Lone Elm, Kansas
Lone Elm là một thành phố thuộc quận Anderson, tiểu bang Kansas, Hoa Kỳ. Năm 2010, dân số của xã này là 25 người.